# 卒業ライフ
『卒業ライフ』（そつぎょうライフ）は、日本のフォークデュオ、19が歌唱していたフォークソング。卒業をテーマにしている。
ライブでは必ず最後に歌い、「またライブを見に来てほしいから、お金にはしたくない曲。だから絶対にCDにはしない」として現在までCDとしての音源は未発表になっている。
作詞・作曲ともに現3B LAB.☆Sの岡平健治が担当。岡平は「中学生のときに作った曲」と語っているが、既に詞や曲の世界観は完成されている。デビュー前に数百円で配布されたデモテープ内にはスタジオ録音のものが入っているが、現在は入手不可能である。しかし、彼らのライブに行くことが出来ないファンのために自分たちのラジオレギュラー番組内でのみ数回弾き語りによるものが披露されている。尚、デモテープの頃の名義は19ではなく少年フレンドである。元々この曲は岡平の作った曲であるために19として披露するときは主に岡平が全編通して歌う。
中学生のときに書いたといわれる歌詞は、3年間を通して成長した自分を振り返るもので、長いと思っていた3年があっという間に過ぎてしまったが、これまでのことは後悔していない。もっとこの時を楽しんでいたいという中高生の卒業前の心境を代弁している。
また、ライブ演奏が主のためにアレンジや歌詞はいくつかのバージョンが存在し、ハープを入れていたり、ギター一本の弾き語りであったり、また岩瀬が歌唱に参加する際には主に岡平が1番、岩瀬が2番を担当することも多かった。
オリジナル未発表にもかかわらず、ドレミ楽譜出版社より発売の「19の風景」という彼らの写真集には歌詞とコード譜が掲載されている。
これまでに幾度かCD化の機会があったものの、唯一の公式未発表音源集『18』ではアーティストの意思を尊重する立場からあえて選曲からは外しており、サブタイトルには「卒業ライフは入ってない」とある。
2005年発売のリクエストベストの『19～すべての人へ』も再結成を望む声と共に同曲の収録を望むリクエストメールが殺到したが、やはり同様の理由によりCD化は見送られている。
また、ライブアルバムやDVDでもこの曲の部分だけはカットされている。